# 冠亞商業
冠亞商業集團有限公司，簡稱冠亞商業集團，以及冠亞商業（英語：Asia Commercial Holdings Limited，港交所：0104），在1968年，由柬埔寨華僑楊啟仁創立，主要經營生產及銷售錶類產品。包括北京、上海、瀋陽、成都、重慶、烏魯木齊、無錫，以及香港地區銷售。
其股份自1987年在香港交易所主板上市。曾擴展地產業務，後來效益欠佳，於是已終止業務，重整錶業業務。

## 連結
- AsiaCommercialHoldings.com （页面存档备份，存于）